# Jamaicaspecht
De Jamaicaspecht (Melanerpes radiolatus) is een vogel uit de familie Picidae.

## Verspreiding en leefgebied
Deze soort is endemisch op Jamaica.

## Status
De grootte van de populatie is niet gekwantificeerd maar de soort wordt omschreven als algemeen. Op de Rode lijst van de IUCN heeft deze soort de status niet bedreigd.